# Hakea chordophylla
Hakea chordophylla är en tvåhjärtbladig växtart som beskrevs av F. Müll.. Hakea chordophylla ingår i släktet Hakea och familjen Proteaceae. Inga underarter finns listade i Catalogue of Life.